# Tatra 604
Der Tatra 604 ist der Prototyp eines Kleinwagens des früher tschechoslowakischen und heute tschechischen Herstellers Tatra. Es wurde 1954 als kleinere Ausführung des Tatra 600 Tatraplan konzipiert.

## Geschichte
Der Tatra 604 wurde 1954 als viersitziger Wagen der unteren Mittelklasse vom Typ 600 Tatraplan abgeleitet, hatte aber nur zwei Türen und einen deutlich kleineren Boxermotor mit nur 750 cm³ Hubraum. Seine Vorderachse war, wie beim Tatraplan, an zwei Querblattfedern aufgehängt, hinten war eine Pendelachse mit Schraubenfedern eingebaut. Die Trommelbremsen waren mechanisch betätigt.
Es wurde nur ein Prototyp hergestellt.

## Technische Daten
- Länge: 3685 mm
- Breite: 1450 mm
- Gesamthöhe: 1290 mm
- Radstand: 2150 mm
- Spurweite vorne: 1200 mm
- Spurweite hinten: 1200 mm
- Motor: Vierzylinder-Boxermotor mit OHV-Ventilsteuerung, luftgekühlt (1 axiales Kühlgebläse)
- Hubraum: 750 cm³
- Leistung: 22 PS (16,2 kW) bei 4200/min
- Getriebe: Einscheiben-Trockenkupplung, Viergang-Schaltgetriebe mit Mittelschaltung, 3. und 4. Gang synchronisiert
- Antriebsart: Heckantrieb